# Pokkén Tournament

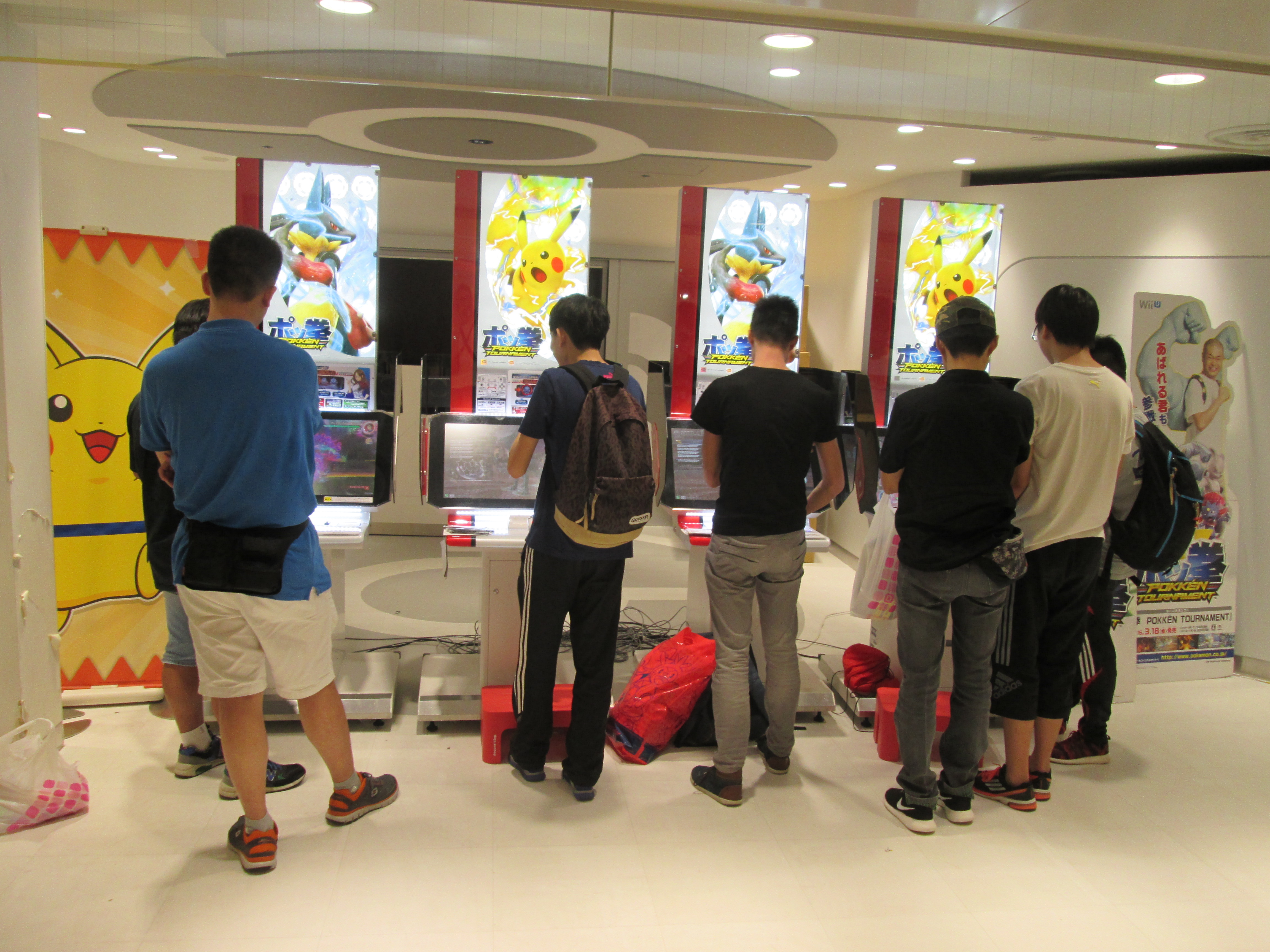
Gamers jugando a Pokkén Tournament en Sunshine City, Tokio.

Pokkén Tournament (ポッ拳 POKKÉN TOURNAMENT?) es un videojuego de lucha arcade desarrollado por Bandai Namco Games en colaboración de The Pokémon Company. El juego combina elementos de jugabilidad de los Tekken de Bandai Namco con los personajes de la franquicia Pokémon. Su lanzamiento en máquinas arcade recreativas japonesas tuvo lugar en julio de 2015, mientras que su llegada a Wii U, la consola de sobremesa de Nintendo, fue en primavera de 2016, con un lanzamiento global simultáneo.

## General
Pokkén Tournament, es un juego de lucha similar a los de la saga Tekken, en el que dos luchadores combaten entre sí utilizando varios Pokémon. Está planeado centrar su jugabilidad en la acción, al contrario que en Tekken, permitiendo disfrutar de él tanto a jugadores aficionados como expertos. Los jugadores pueden realizar movimientos y técnicas propias de los juegos de Pokémon y realizar megaevoluciones. Ya se ha constatado que el juego no contará con personajes de Tekken.
El plantel de personajes actual está formado por: Lucario, Gardevoir, Blaziken, Gengar, Machamp, Pikachu, Charizard, Suicune, Weavile, Sceptile, Pikachu Libre, Braixen, Mewtwo oscuro, Mewtwo, Garchomp, Chandelure.
Otros Pokémon aparecen pero solo como parte del escenario de batalla, entre ellos están: Butterfree, Jumpluff, Dugtrio, Staryu, Pidgey, Sharpedo, Wailord, y otros.

## Desarrollo
Pokkén Tournament fue mostrado por primera vez durante un evento oficial de Pokémon que se celebró en agosto de 2013 en Japón.
Sin embargo, no fue hasta el 26 de agosto de 2014 cuando se anunció oficialmente, durante un evento de Famitsu. Originalmente el juego iba a ser un juego musical inspirado en la serie de juegos Taiko no Tatsujin. El director ejecutivo de The Pokémon Company, Tsunekazu Ishihara, el productor de la saga Tekken, Katsuhiro Harada, y el productor de Soulcalibur, Masaaki Hoshino, acudieron al evento, que fue retransmitido por Nico Nico Douga, y dijeron que el juego era un resultado de una tormenta de ideas entre todos acerca de nuevas formas de jugar a Pokémon.

## Personajes
- Machamp: Apareció en la primera presentación. En su estado especial su cuerpo se vuelve rojo, y es de clase Potencia. Sus movimientos son: Corpulencia, Tajo Cruzado, Sumisión y a Bocajarro.
- Lucario: Apareció en la primera presentación. Megaevoluciona en Mega-Lucario cuando activa la habilidad especial, es de clase Estándar. Sus movimientos son: Esfera Aural, Ataque Óseo, Palmeo y Velocidad Extrema.
- Blaziken es de clase Estándar. Sus movimientos son: Onda Ígnea, Patada Ígnea+Envite Ígneo, Pájaro Osado, Gancho Alto y Patada Salto Alta.
- Pikachu: En su estado especial lanza potentes rayos, es de clase Estándar. Sus movimientos son: Rayo, Moflete Estático, Bola Voltio y Trueno.
- Suicune: En su estado especial emana un vaho gélido y ejecuta potentes ataques de tipo hielo, es de clase Estándar. Sus movimientos son: Rayo Aurora, Hidrobomba, Manto Espejo y Ventisca.
- Gardevoir: En su estado especial megaevoluciona en Mega-Gardevoir, ejecutando potentes ataques psíquicos, es de clase Técnica. Sus movimientos son: Psicocarga, Poder Reserva, Paz Mental+Psíquico y Hoja Mágica.
- Gengar: en su estado especial megaevoluciona en Mega-Gengar, es de clase Técnica. Sus movimientos son: Bola Sombra, Hipnosis, Puño Sombra y Maldición.
- Weavile: en su estado especial da potentes zarpazos, es de clase Speed. Sus movimientos son: Agilidad+Golpes Furia, Agilidad+Sorpresa, Desarme y Tajo Umbrío.
- Charizard: en su estado especial megaevoluciona en Mega-Charizard X, es de clase Potencia. Sus movimientos son: Lanzallamas, Puño Fuego, Envite Ígneo y Movimiento Sísmico.
- Pikachu Libre: en su estado especial lanza potentes rayos y ejecuta plancha voladora, es de clase Velocidad. Sus movimientos son: Doble equipo+ataque rápido, Chispazo, Electrotela y Chispa
- Sceptile: en su estado especial megaevoluciona a Mega-Sceptile, es de clase Velocidad. Sus movimientos son: recurrente, hoja aguda, drenadoras y gigadrenado.
- Mewtwo oscuro: se añade una nueva forma de Mewtwo, Mewtwo oscuro y Mega-Mewtwo X oscuro. Es de clase Técnica y sus movimientos son: Psicoonda, Puño hielo, Puño trueno, Puño fuego y Rayo hielo
- Mewtwo: en su estado especial megaevoluciona a Mega-Mewtwo X. Es de clase Estándar.
- Garchomp: en su estado especial megaevoluciona a Mega-Garchomp. Es de clase Potencia.
- Chandelure: es de clase Potencia.

Un tiempo después, recibió una reedición del juego llamada Pokkén Tournament DX que recibió un total de 7 nuevos personajes desbloqueables, 2 de ellos como DLCs de pago, y salvo Decidueye, todos estaban previamente para la versión arcade. Estos nuevos personajes manejables son:
- Darkrai: es de clase Técnica.
- Scizor: es de clase Potencia.
- Croagunk: es de clase Técnica.
- Empoleon: es de clase Estándar.
- Decidueye: exclusivo de la versión DX. Es de clase Estándar.
- Aegislash: personaje de DLC y exclusivo de la versión DX.
- Blastoise: personaje de DLC y exclusivo de la versión DX.